# Hitachi S1
Hitachi S1 (S1) је професионални рачунар фирме Хитачи (Hitachi) који је почео да се производи у Јапану почетком 1980—их година.
Користио је Motorola 68B09E микропроцесорску јединицу а RAM меморија рачунара је имала капацитет од 106 KB (највише 618 KB). 
Као оперативни систем кориштен је Бејсик у РОМ-у.

## Детаљни подаци
Детаљнији подаци о рачунару S1 су дати у табели испод.
|                       |                                                             |
| [ 1 ]                 |                                                             |
| Произвођач            | Хитачи                                                      |
| Тип                   | професионални рачунар                                       |
| Меморија              | 106 (највише 618 KB)                                        |
| Поријекло             | Јапан                                                       |
| Година                |                                                             |
| Тастатура             | тастатура са пуним помаком тастера са нумеричком тастатуром |
| Процесор              |                                                             |
| Фреквенција процесора | 1/2                                                         |
| RAM                   | 106 (највише 618 KB)                                        |
| ROM                   | 24 (Level3 Бејсик) + 64 (S1 Бејсик)                         |
| Текст                 | непознато                                                   |
| Графика               | 640 x 200 / 320 x 200                                       |
| Боја                  | 256                                                         |
| Звук                  | непознато                                                   |
| Димензије             | 46,4 (ширина) x 28,8 (дубина) x 22,3 (висина) cm. / 18 фунти  |
| Портови               |                                                             |
| Оперативни систем     | Бејсик у РОМ-у                                              |